# Asceua elegans
Espèce
Synonymes
- Storena thorelli Roewer, 1942

Asceua elegans est une espèce d'araignées aranéomorphes de la famille des Zodariidae.

## Distribution
Cette espèce est endémique de Birmanie. Elle se rencontre à Bhamo dans l'État Kachin.

## Description
La femelle holotype mesure 4 mm.

## Publication originale
- Thorell, 1887 : Viaggio di L. Fea in Birmania e regioni vicine. II. Primo saggio sui ragni birmani. Annali del Museo civico di storia naturale di Genova, vol. 25, p. 5-417 (texte intégral).